# 加姆斯普林斯鎮區 (阿肯色州懷特縣)
加姆斯普林斯鎮區（英語：Gum Springs Township）是位於美國阿肯色州懷特縣的一個行政鎮區。

## 地方資料
加姆斯普林斯鎮區的面積為43.22平方千米，當中陸地面積為43.06平方千米，而水域面積為0.16平方千米。根據2010年美國人口普查的數據，當地共有人口3915人，而人口密度為每平方千米90.58人。